# Bendix Meyer
Bendix Meyer (ur. (?), zm. 1721) – duński oficer i dyplomata.
Wielokrotnie podróżował do cara Piotra Wielkiego. W latach 1711–1714 (z przerwami) był duńskim posłem do Polski i Augusta II.
W latach 1715–1721 był duńskim posłem w Berlinie, gdzie zmarł.